# Melek Táús

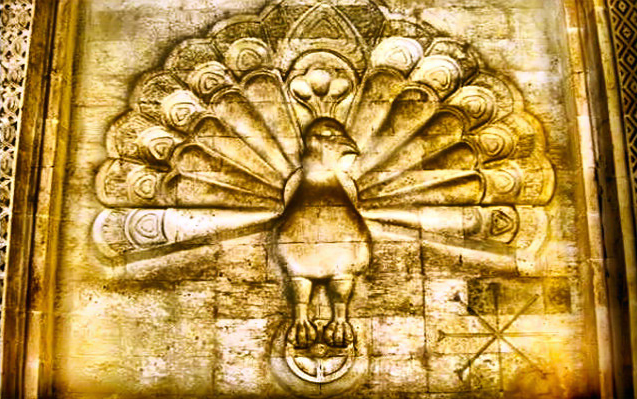
Melek Táús (anděl páv)

Melek Táús (kurdsky Tawûsî Melek, anděl páv) či Malek Tavus   je v jezídismu prostředník mezi nečinným Bohem a lidmi. Je činným správcem Země a vůdce archandělů. V jarsanismu je ztotožněný se Satanem.

## Stvoření světa vjezídismu
Podle jezídského učení probíhalo stvoření světa tak, že Bůh nejdříve stvořil Meleka Táúse ze své záře (Ronahî) a přikázal mu, aby se nikdy nesklonil před jinou bytostí. Poté Bůh stvořil zbylých šest archandělů a nakázal jim, aby mu donesli prach (Ax) ze Země (Erd). Z toho prachu vytvořil tělo Adama, vdechl mu život a nařídil všem sedmi archandělům, aby se Adamovi poklonili. Ti tak učinili, jen Melek Táús odmítl se slovy: „Jak bych se mohl podřídit jiné bytosti? Vždyť já jsem vzešel z Tvé záře a Adam je jen z prachu.“ Bůh ho pochválil a ustanovil jej svým zástupcem na Zemi.
Tím, že se nepokořil před Adamem, že nepřijal člověka jako sobě nadřízeného, je Melek Táús podobný postavě Šajtana/Satana, tak jak jej popisuje islám.

## Mýtus o vyhnání z ráje vjarsanismu
Když byli Adam a Eva posláni do ráje, vzbudilo to proti nim Malek Tavovo nepřátelství. Takže s pomocí hada a páva se Malek Tavovi podařilo vstoupit do ráje, zde se proměnil v pohledného anděla, který povzbudil Evu, aby jedla zakázanou pšenici. V důsledku toho byli Adam a Eva vyhnáni z ráje spolu Malek Tavem, hadem a pávem. 